# Pic d'inflation
Un pic d'inflation est une augmentation brutale et momentanée de l'inflation, c'est-à-dire du niveau des prix.

## Concept
Un pic d'inflation est un évènement brutal et momentané d'augmentation forte du niveau des prix. Contrairement à un épisode inflationniste, qui s'installe dans la durée, le pic d'inflation ne dure pas. Un pic peut être dû à des facteurs externes : par exemple, si une grande quantité de la récolte est détruite, la valeur du reste des cultures va augmenter fortement. Ce phénomène va fausser la mesure globale de l'inflation (inflation globale). Avec la mesure de l'inflation de base on cherche à éviter l'influence de ces pics en excluant les secteurs de l'économie tels que la nourriture et l'énergie, qui peuvent être sensibles à de tels chocs.
Par anglicisme, l'expression de « pic d'inflation » peut aussi désigner le pic d'un épisode inflationniste, c'est-à-dire son apogée.